# Dalodesmus tectus
Dalodesmus tectus är en mångfotingart som beskrevs av Cook 1896. Dalodesmus tectus ingår i släktet Dalodesmus och familjen Dalodesmidae. Inga underarter finns listade i Catalogue of Life.